# Аквакомплекси
Аквакомплекси — вид комплексних хімічних сполук, що містять у своєму складі ліганди однієї чи кількох молекул води.
Молекула води в аквакомплексі пов'язана з центральним атомом металу через атом кисню.

## Класифікація
Аквакомплекси підкоряються звичайній класифікації комплексних сполук:
- Катіонного типу (наприклад, гексааквакобальта (II) хлорид — [Со(Н2О)6]Cl2),
- Аніонного типу (тетрагідроксодіаквахромат(III) калію — К[Cr(Н2О)2(ОН)4])
- неелектроліти (діакватетрахлорплатина [PtCl4(H2O)2]).

## Утворення
Аквакомплекси в багатьох випадках легко утворюються у водних розчинах з інших комплексних сполук за кількома механізмами:
- В результаті внутрішньосферному заміщенню, у випадку, якщо ліганди вихідного комплексу менш сильні, ніж молекули води,
- гідратації катіонів,
- Приєднання молекул Н2О. В цьому випадку координаційне число центрального атома може підвищитися — наприклад, в результаті приєднання до аніонів [AlCl4] -  або [PtCl4] -  двох молекул води.

Практично всі розчинені у воді солі, що дають при  дисоціації багатозарядні катіони  d-металів, існують в розчині у вигляді аквакомплексів різної стійкості. Молекули води (аквагрупи) в нестійких (лабільних) аквакомплексах вступають в  реакції обміну з високою швидкістю.